# Kadaixmankharbe II
Kadaixmankharbe II o Kadašman-Ḫarbe II va ser rei de Babilònia. Va succeir a Enlilnadinxumi sembla que col·locat per l'exèrcit elamita però al cap d'un any i mig l'exèrcit d'Assíria el va deposar. Coincideix en el temps amb el rei d'Assíria Tukultininurta I que havia conquerit el regne de Babilònia.
Sembla que els assiris van posar en el tron a Adadxumaiddina, potser un fill d'Enlilnadinxumi.